# Daniel August Mangold
Johann August Daniel Mangold (Darmstadt, 1775 - 1842) fou un violoncel·lista i pedagog alemany.
Notable intèrpret del seu instrument, fent-se aplaudir molt a Alemanya i els Països Baixos. el 1814 ingressà en la capella de la cort de Darmstadt, de la que més tard en fou mestre. Era net de Johann Eric i fill de Johann Wilhelm i germà de Georg tots també músics i nebot de Max.